# Lina Gálvez Muñoz
Pour les articles homonymes, voir Gálvez et Muñoz.
Lina Gálvez Muñoz, née le 13 juin 1969 à Séville, est une femme politique espagnole.

## Biographie
Membre du Parti socialiste ouvrier espagnol, elle est conseillère à la Connaissance, à la Recherche et à l'Enseignement supérieur au sein du Gouvernement Díaz II d'Andalousie de 2018 à 2019. Elle siège au Parlement européen depuis 2019.